# SLC25A26
SLC25A26 (англ. Solute carrier family 25 member 26) – білок, який кодується однойменним геном, розташованим у людей на 3-й хромосомі. Довжина поліпептидного ланцюга білка становить 274 амінокислот, а молекулярна маса — 29 381.
| 10         |  | 20         |  | 30         |  | 40         |  | 50         |
| ---------- |  | ---------- |  | ---------- |  | ---------- |  | ---------- |
| MDRPGFVAAL |  | VAGGVAGVSV |  | DLILFPLDTI |  | KTRLQSPQGF |  | NKAGGFHGIY |
| AGVPSAAIGS |  | FPNAAAFFIT |  | YEYVKWFLHA |  | DSSSYLTPMK |  | HMLAASAGEV |
| VACLIRVPSE |  | VVKQRAQVSA |  | STRTFQIFSN |  | ILYEEGIQGL |  | YRGYKSTVLR |
| EIPFSLVQFP |  | LWESLKALWS |  | WRQDHVVDSW |  | QSAVCGAFAG |  | GFAAAVTTPL |
| DVAKTRITLA |  | KAGSSTADGN |  | VLSVLHGVWR |  | SQGLAGLFAG |  | VFPRMAAISL |
| GGFIFLGAYD |  | RTHSLLLEVG |  | RKSP       |  |            |  |            |

A: Аланін

C: Цистеїн

D: Аспарагінова кислота

E: Глутамінова кислота

F: Фенілаланін

G: Гліцин

H: Гістидин

I: Ізолейцин

K: Лізин

L: Лейцин

M: Метіонін

N: Аспарагін

P: Пролін

Q: Глутамін

R: Аргінін

S: Серин

T: Треонін

V: Валін

W: Триптофан

Задіяний у таких біологічних процесах, як транспорт, альтернативний сплайсинг. 
Білок має сайт для зв'язування з S-аденозил-L-метіоніном. 
Локалізований у мембрані, мітохондрії, внутрішній мембрані мітохондрії.